# Susquehannocker

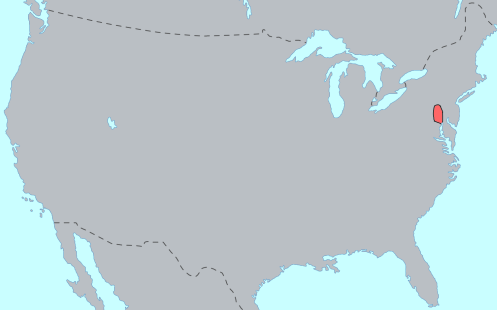
Susquehannockernas hemland

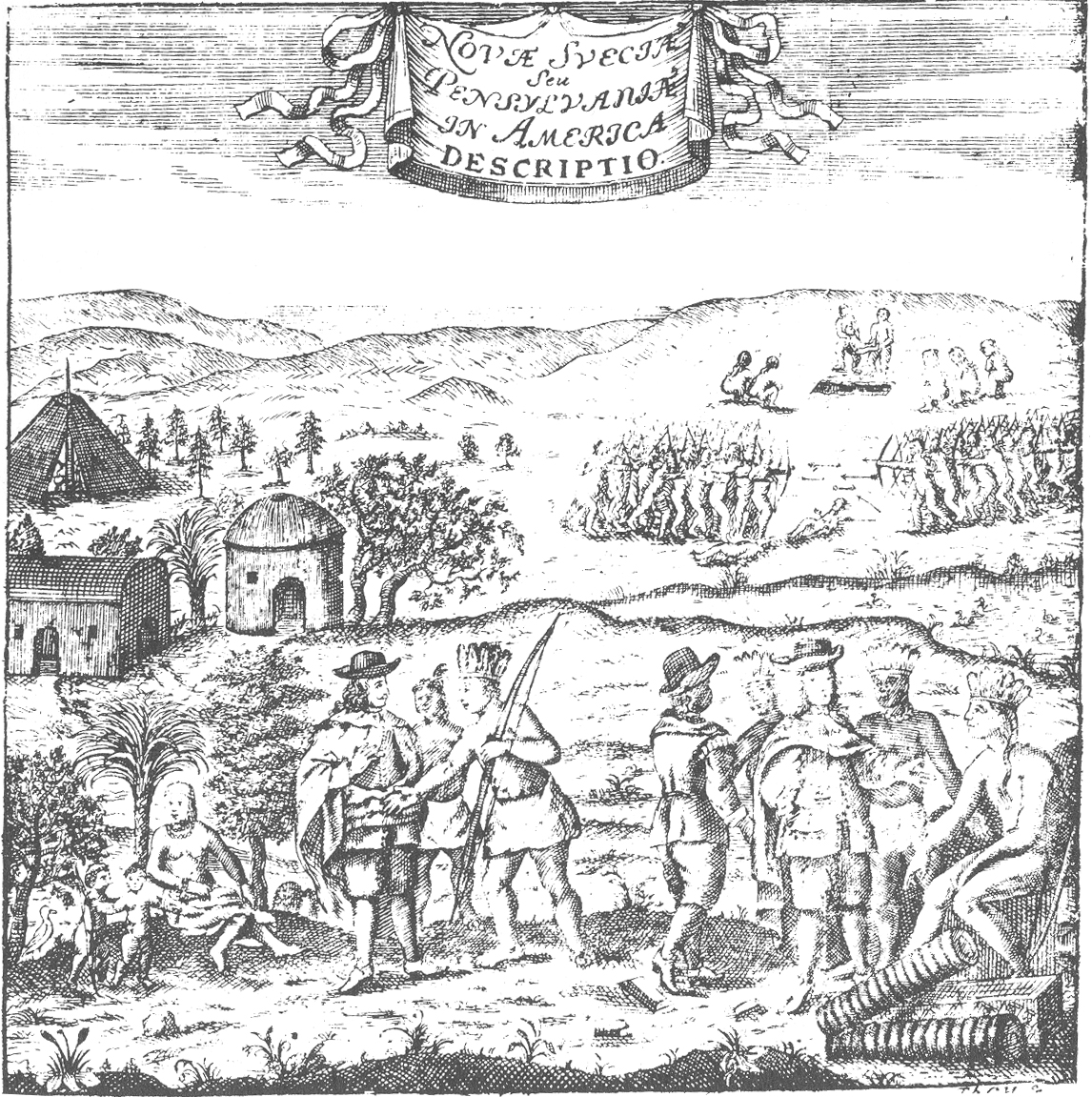
Susquehannocker, svenskar och finnar i Nya Sverige.

Susquehannocker  (sv: Minquas) var ett irokesiskt folk som hade sitt hemland längs Susquehannafloden i Pennsylvania samt i de södra delarna av staten New York och de norra delarna av Maryland. Susquehannockerna var Irokesförbundets traditionella fiende. De drabbades av europeiska epidemiska sjukdomar, krig och folkmord, fördrevs från sitt hemland och utrotades. De förmodligen sista susquehannockerna mördades 1763. En del förenades med seneca och cayuga till ett nytt folk, mingos.

## Nya Sverige

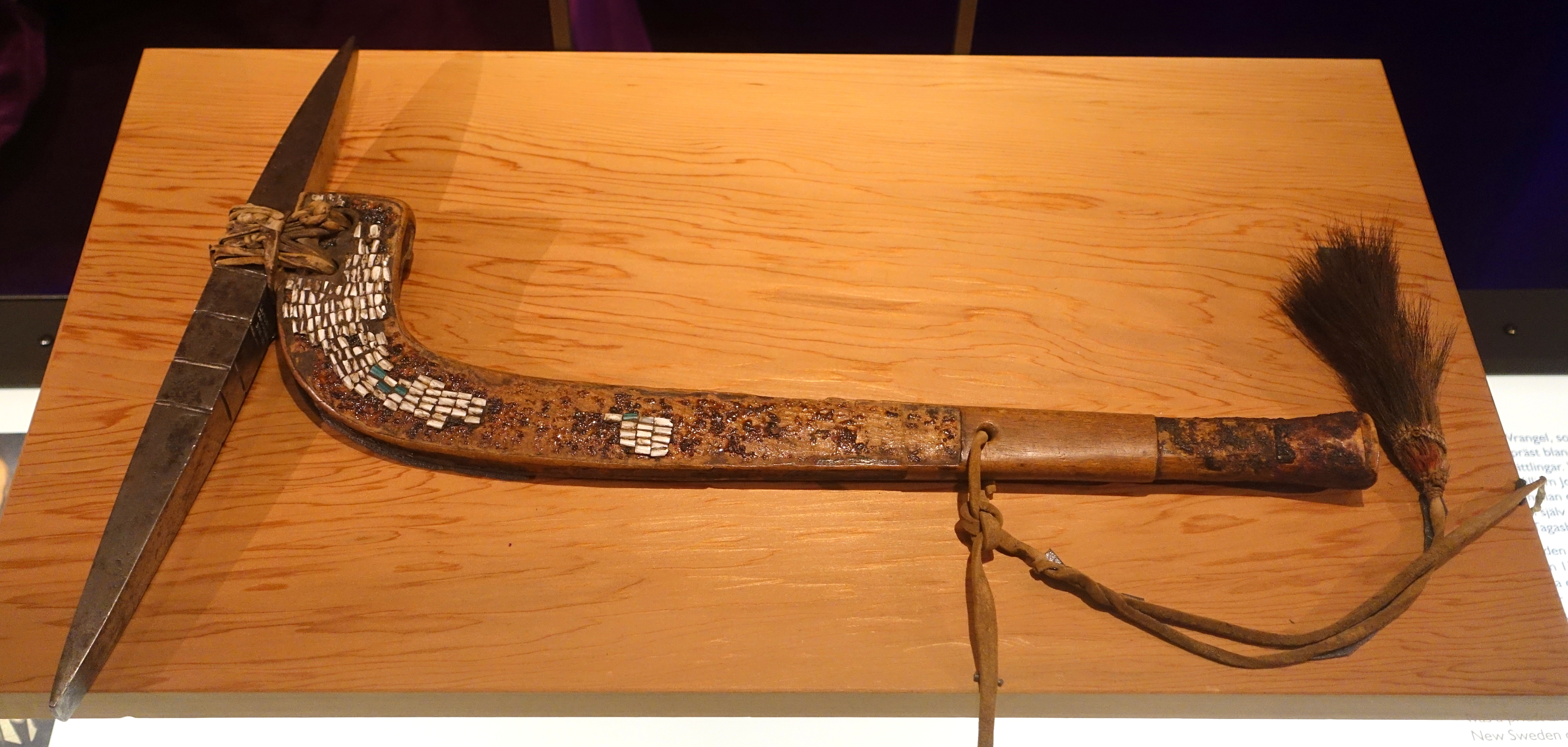
Denna tomahawk-hacka från 1600-talet har tillskrivits Nya Sverige och Susquehannocker eller Lenape. Den finns på Etnografiska museet, Stockholm och är en deposition från Livrustkammaren. 1889.04.4179

Sedan Nya Sverige bildats allierade sig susquehannockerna med den svenska kolonin. Man betraktade sig som de svenska kolonisternas beskyddare och ledningen i den svenska kolonin var mycket väl medveten om att man var beroende av deras protektion. I gengäld styrde susquehannockerna den värdefulla pälshandeln till svenskarna. För att få alliansen att fungera sålde de svenska myndigheterna eldvapen till susquehannockerna vilka behövde dem i kriget mot Irokesförbundet. Svenskarna skickade också soldater till susquehannockerna för att lära dem använda vapnen. Svenskarna och susquehannockerna stred även tillsammans mot den engelska kolonin Maryland.

## Etnonymer
Powhatanindianerna kallade susquehannockerna för sasquesahanough, vilket av de engelsktalande i Maryland och Virginia tolkades som susquehannock vilket är utgångspunkt för det moderna svenska namnet. I Pennsylvania kallades de dock conestoga. Lenaperna kallade dem miqui (främlingar) vilket blev till svenskans och holländskans minquas. Huronerna kallade dem andastoerrhonon vilket hos fransmännen blev till andastes.